# Lumasiran
Lumasiran, es vendido bajo la marca Oxlumo, es un medicamento que se usa para tratar la hiperoxaluria primaria tipo 1.  Reduce el nivel de oxalato tanto en orina como en sangre.  Se administra esta medicina mediante inyección debajo de la piel . 
Los efectos secundarios de este medicamento incluyen reacciones en el lugar de la inyección, como enrojecimiento, dolor y picazón.   Si bien no hay evidencia de daño durante el embarazo, dicho uso no ha sido bien estudiado.  Es un pequeño ácido ribonucleico interferente (ARNpi) que bloquea el ácido ribonucleico mensajero HAO1 y, por tanto, la creación de hidroxiácido oxidasa .  
Lumasiran fue aprobado en el 2020 para uso médico en Europa y Estados Unidos .   En los Estados Unidos, un vial de 94,5 mg cuesta  60.000 dólares a partir de 2022. 